# Restaurant to Another World
Restaurant to Another World (яп. 異世界食堂 Исэкай Сёкудо:, «Ресторан из другого мира») — японская серия лайт-новел, написанная Дзюмпэем Инудзукой и проиллюстрированная Кацуми Энами. Публикуется на сайте Shōsetsuka ni Narō с 4 января 2013 года. Печатная версия выпускается с 28 февраля 2015 года в Shufunotomo. 3 июля 2017 года состоялся выход аниме-адаптации от студии Silver Link. Второй сезон аниме транслировался с октября по декабрь 2021 года.

## Сюжет
Ресторан заморской кухни «У кота» — самый обычный, непримечательный ресторан, расположенный в подвале на углу здания неподалеку от бизнес-центров. Дверь украшает вывеска с котом. Ресторан существует уже полсотни лет, и его основная клиентура — студенты и сотрудники ближайших офисов.
Однако по субботам, когда у ресторана выходной, его дверь открывается в параллельный мир, откуда наведываются особые посетители, для которых здешние блюда — невиданная диковинка.

## Персонажи

### Персонал
Хозяин (яп. 店主 Тэнсю) — владелец и шеф-повар ресторана. Унаследовал ресторан от своего отца 10 лет назад.
Сэйю: Дзюнъити Сувабэ
Алетта (яп. アレッタ Арэтта) — молодая девушка, полудемон, однако от обычных людей отличается лишь наличием рогов. Отправилась в столицу, чтобы начать самостоятельную жизнь, но не смогла найти работу из-за предвзятого отношения к расе демонов. Обнаружила возле своей кровати вход в другое измерение, по нему пришла в ресторан «У кота» в поисках пищи. Уснув на кухне, была обнаружена хозяином ресторана, который предложил ей работать официанткой по субботам, когда ресторан открывается для особых гостей из другого мира.
Сэйю: Сумирэ Уэсака
Чёрная (яп. 黒 Куро) — чёрный дракон смерти, работающая в ресторане под видом эльфийки в тёмной одежде. Общаться предпочитает с помощью телепатии и зачастую выступает хранителем кафе.
Сэйю: Саори Ониси
Дайки Ямагата (яп. 山方大樹  Ямагата Дайки) — покойный и прежний владелец ресторана «У кота» и дед нынешнего Хозяина. Он показан в воспоминаниях, когда Хозяин размышляет о прежних клиентах, которые уже стали постоянными.

### Гости
Сара Голд (яп. サラ・ゴールド Сара Го:рудо) — охотница за сокровищами и потомок умершего легендарного охотника за сокровищами Уильяма Голда.
Сэйю: Кионо Ясуно
Тацугоро (яп. タツゴロウ Тацугоро:) — легендарный мечник из Западного континента Конго.
Сэйю: Хотю Оцука
Арторий (яп. アルトリウス Аруториусу) — величайший маг королевства, один из героев, сразивших Архидемона. Перевёл меню ресторана на язык другого мира.
Сэйю: Мотому Киокава
Красная Королева (яп. 赤の女王 Ака но Дзёо:) — одна из шести древних драконов, которой более 100 000 лет. Посещая ресторан, принимает форму девушки с алыми волосами ниже пояса и большими рогами треугольной формы. Чтобы избежать конфликтов, приходит в ресторан только после того, как остальные посетители ушли. Считает ресторан (и его работников) своим сокровищем. Наложила оберегающее заклинание на Алетту.
Сэйю: Ито Сидзука

## Медиа-издания

### Ранобэ
Веб-версия выходит на сайте Shousetsuka ni Narou с 4 января 2013 года. Shufunotomo приобретены права на публикации в печати. Первый том романа, проиллюстрированный Кацуми Энами, был опубликован 28 февраля 2015 года в Hero Bunko. По состоянию на июль 2015 года были опубликованы два тома.

#### Список томов
| № | Дата публикации       | ISBN                   |
| - | --------------------- | ---------------------- |
| 1 | 28 февраля 2015 года  | ISBN 978-4-07-411329-3 |
| 2 | 29 июля 2015 года     | ISBN 978-4-07-402158-1 |
| 3 | 30 сентября 2016 года | ISBN 978-4-07-420009-2 |
| 4 | 30 июня 2017 года     | ISBN 978-4-07-426242-7 |

### Манга
В ноябре 2016 года в журнале Young Gangan издательства Square Enix начала выходить манга-адаптация истории с иллюстрациями Такааки Кугацу. Всего вышло 4 тома, выход был завершён в июле 2019 года. Crunchyroll заявил о публикации манги на английском с 2 июля 2017 года.
| № | Дата публикации      | ISBN                   |
| - | -------------------- | ---------------------- |
| 1 | 28 февраля 2015 года | ISBN 978-4-07-411329-3 |
| 2 | 29 июля 2015 года    | ISBN 978-4-07-402158-1 |
| 3 | 25 июля 2018 года    | ISBN 978-4-7575-5765-9 |
| 4 | 25 июня 2019         | ISBN 978-4-7575-6081-9 |

Вторая манга-адаптация выполнена Мородзавой Ямидзавой под названием Isekai Shokudō ~Yōshoku no Nekoya~ (яп. 異世界食堂 ～洋食のねこや～ "Restaurant to Another World: Western Cuisine Nekoya"). Она публикуется с 26 апреля 2021 года в журнале Monthly Shōnen Ace издательства Kadokawa Shoten.

### Аниме
7 сентября 2016 автор сообщил в своём блоге на сайте Shousetsuka ni Narou, что идёт работа над аниме-адаптацией. Позже стало известно, что это телевизионный аниме-сериал. Премьера состоялась в июле 2017 года, режиссёром и сценаристом стал Масато Дзинбо совместно с Такао Сано, а Кэйити Сано адаптировал дизайн персонажей. В РФ и СНГ сериал транслировался онлайн на Crunchyroll.
22 апреля 2021 года на обложке июньского номера Monthly Shōnen Ace за 2021 год появилась новость о выходе второго сезона аниме. Студия OLM взялась за его создание, а новым дизайнером персонажей стал Ясукадзу Сёдзи. Остальная команда осталась прежней. Второй сезон транслировался со 2 октября по 18 декабря 2021 года.

#### Музыка
Начальной композицией в первом сезоне аниме стала «One in a Billion» в исполнении May'n и группы Wake Up, завершающей — "Chiisana Hitotsubu" (яп. ちいさなひとつぶ) в исполнении Ясуно Киёно.
Начальная тема второго сезона — «Onnaji Kimochi» Киёно Ясуно, а завершающая — «Samenai Mahō» Нао Тоямы.

## Восприятие
Манга два раза входила в список бестселлеров в Японии, первый том занял 26 место в июле 2017 года, второй том — 12 место в октябре того же года.
Ребекка Сильверман дала смешанную оценку аниме, с одной стороны она заметила, что интересно наблюдать, как развиваются дружественные отношения между героинями «из разных миров». С другой стороны у сериала отсутствует сюжет как таковой и серии сводятся к незначительным событиям и «разговорам за чашечкой кофе», персонажи не развиваются.